# Spencer Lee

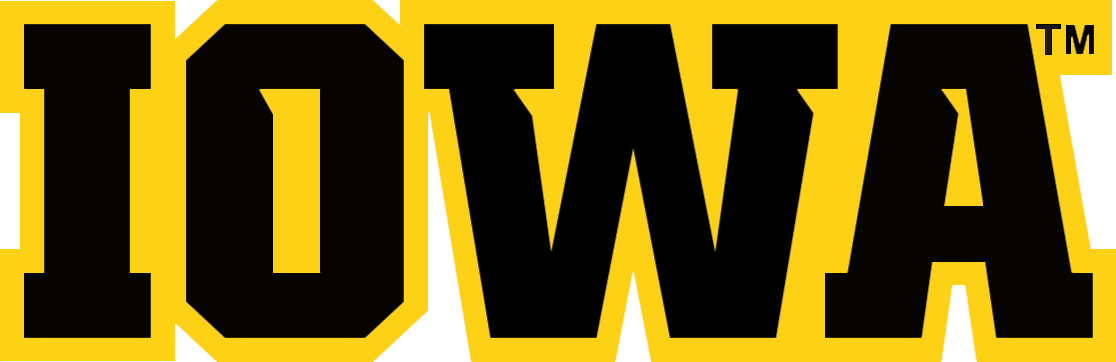
Zawodnik Iowa Hawkeyes

Spencer Richard Lee (ur. 14 października 1998) – amerykański zapaśnik walczący w stylu wolnym. Srebrny medalista olimpijski z Paryża 2024 w kategorii 57 kg. 
Złoty medalista mistrzostw panamerykańskich w 2024. Mistrz świata juniorów w 2015 i 2016, a także kadetów w 2014 roku
Zawodnik Franklin Regional High School z Murrysville, a także University of Iowa. Cztery razy All-American (2018-2023) w NCAA Division I; pierwszy w 2018, 2019 i 2021; szósty w 2023 roku.
Jego matka Cathy Lee, była judoczką, medalistką z igrzysk panamerykańskich w 1991 roku.